# Pinisi

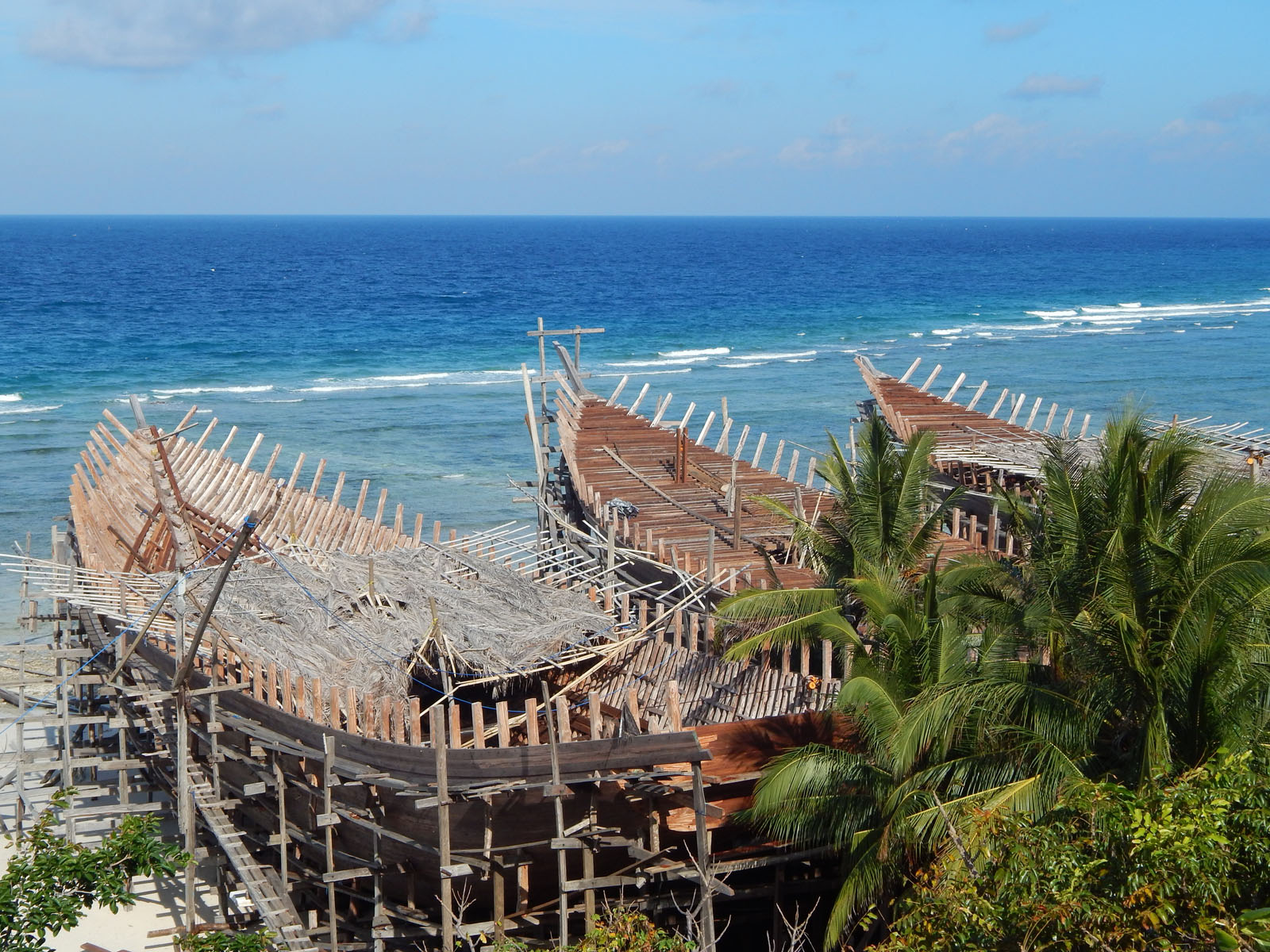
Traditioneller Schiffbau in Bira, Süd-Sulawesi

Die Pinisi (indones. pinisi) ist ein Schiffstyp des Volkes der Konjo auf Sulawesi. Genutzt werden diese Schiffe hauptsächlich als Fischerei- und Handelsboote in den Gewässern der indonesischen Inselwelt.
Das Bauhandwerk der Pinisis wurde 2017 in die UNESCO-Liste des immateriellen Kulturerbes der Menschheit aufgenommen.

## Bauweise
Pinisis sind 20 bis 35 m lange Handels- und Frachtschiffe mit einer Ladekapazität bis zu 350 Tonnen. Ausnahmen sind bis 50 m lang und 1000 t groß.
Grundlegend unterscheidet man zwei verschiedene Typen der Pinisi. Pinisis mit langgestreckten Formen und einem relativ geradlinigen Unterwasserschiff werden „Lamba“ genannt. Pinisis meist kleinerer Bauart mit etwas gekrümmtem Kiel, leicht konkavem Vorsteven und schrägem Heck mit überhängendem Aufbau heißen „Palari“.
Ursprünglich waren die Pinisis mit Lateiner- oder Setteesegeln geriggt. Seit dem 19. Jh. werden, nach Schonerart, Gaffelsegel europäischen Zuschnitts an zwei bis zu 30 m hohen Masten gefahren. Ein überlanger Klüverbaum ergänzt das Rigg. Der untere Teil des Schonermastes ist ein Zwei- oder meistens Dreibein. Das Dreibein wird von drei Masten gebildet, die in Höhe der Saling zusammengehalten werden. Zwei dieser Masten stehen dabei mit den Füßen leicht vor dieser Mastkonstruktion. Eine oben aufgesetzte Stenge zum Tragen des Toppsegels verlängert den Mast. Die Gaffel bleibt permanent am Mast. Ihr Anstellwinkel wird durch ein spezielles Fall geändert. Das Schonersegel wird baumlos gefahren und nur bei achterlichen Winden mit einer Stange ausgebaumt. Die Gaffelsegel hängen an den Gaffeln wie Gardinen und werden zum Segelbergen zum Mast hin zusammengerafft und dann festgezurrt (siehe Foto: Pinisis im Hafen von Makassar).

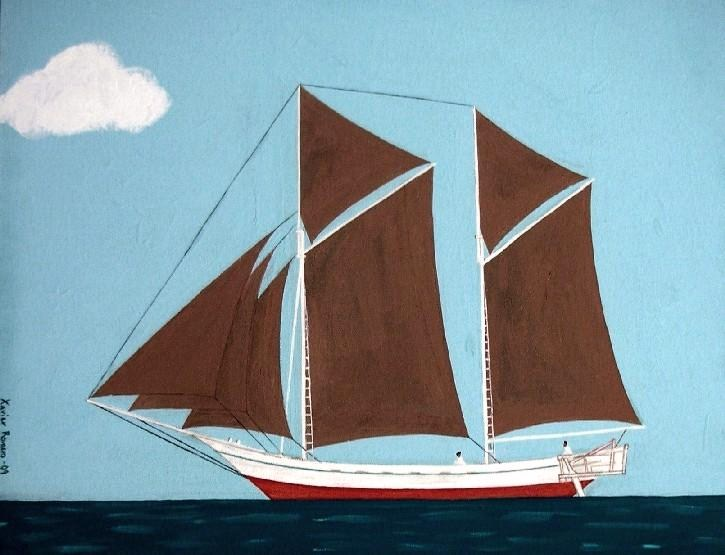
Abbildung: Zeichnung einer Pinisi vom Typ des Lamba

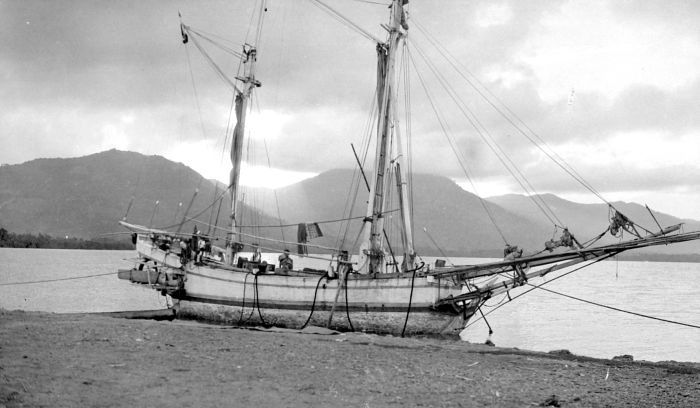
Eine Pinisi vom Typ des Palari an der Südküste Sulawesis zwischen 1923 und 1925

Die Pinisis sind mit zwei Seitenrudern ausgerüstet, die bei achterlichen Winden von jeweils einem Steuermann bedient werden. Bei Am-Wind- und Raumschotkurs wird nur das Leeruder benutzt.
Kreuzen unter Segeln ist unüblich, da die Schiffe sehr schwer sind und keinen ausreichenden Kiel besitzen.
Der traditionelle Bootsbauplatz ist der Strand von Tanah Beru im Süden Sulawesis. Als Baumaterial werden Teak- und Eisenholz sowie Bangkirai verwendet. Weil Bootsbauholz regional aber immer knapper wird, verlagern sich die Bootsbauplätze inzwischen auch in andere Küstengegenden Indonesiens und sogar Malaysias.
Der Rumpf des Pinisis wird nach der Muschelschalenmethode gebaut. Zuerst wird die Außenschale des Schiffes aus Planken zusammengesetzt und mit Holznägeln zusammengehalten. Dann werden die Spanten, in einem Abstand von circa 20 cm eingesetzt und ebenfalls mit Holznägeln befestigt. Dieses Verfahren ähnelt der Technologie des Wikingerschiffbaus.
Die folgende Beschreibung des Schiffsrumpfes entspricht überwiegend dem Erscheinungsbild des Typs des Lamba genannten Pinisi. Den vorderen Schiffsabschluss bildet ein leicht konvex gekrümmter oder geradliniger Vorsteven, der den Bug weit nach vorn ragenden lässt. Der Pinisi besitzt am Ende des oftmals mit großen Heckaufbauten versehenen Achterschiffs ein Spiegelheck. Das Unterwasserschiff ist achtern so weit hochgezogen, dass das Heck aus dem Wasser ragt.
Pinisis werden mit verschiedensten pastelligen Farben bunt bemalt.
Moderne Pinisis werden seit den 1970er Jahren mit Motoren ausgestattet, was einen teilweisen Rückbau des Riggs, speziell des Großmastes, zur Folge hat. Der vordere Teil des Riggs, der Schonermast, wird oft nur deshalb an Bord behalten, weil besegelte Schiffe in Indonesien günstiger besteuert werden und weil die Gaffel als Ladekran benutzt werden kann (siehe Foto: Pinisis im Hafen von Makassar). Die durch die Motoren verursachte Vibration beansprucht den Pinisirumpf und verringert so die Lebensdauer des Schiffes. Deshalb werden heute zunehmend angepasste Schiffbaumethoden angewandt. Diese motorisierten Segelboote heißen in Indonesien „Kapal Layar Mesin“ (Motorsegler) oder werden kurz auch „KLM“ genannt.

## Verwendung
Indonesien besitzt durch die (neben anderen Segelschifftypen) circa 800 lastfahrenden Pinisis wahrscheinlich die größte Segelschiffflotte der Welt. Viele Pinisineubauten werden heute zur Beförderung westlicher Touristen benutzt und sind deshalb mit modernster Schiffstechnik und komfortabler Inneneinrichtung versehen. Anzutreffen sind sie u. a. in den Häfen Sunda Kelapa (Jakarta), Paotere (Makassar), Tanjung Benoa (Bali) und Labuan Bajo (Flores).